# Anna de Villalonga i Zaydín
Anna de Villalonga i Zaydín   (Palma, 1883 - Palma, 1961) va ser una autora teatral mallorquina.
Va escriure principalment obres de teatre popular, interpretats entre d'altres per la companyia de Cristina Valls Aguiló. De les seves obres destaquen Dos diàlegs (1935), Coverbos de dones (1935), Esperant el metge (1936) i El rebeinet (1936). Després de la Guerra Civil Espanyola i un període de silenci forçat, tornà amb obres més allunyades del costumisme com  La corona comtal (1947).